# Steppemuis
De steppemuis (Mus spicilegus, voorheen Mus hortulans) is een Zuidoost-Europese soort muis uit het geslacht Mus, waartoe ook de huismuis behoort. Bij de steppemuis is de staart iets korter dan de rest van het lichaam. Er is een duidelijke grens tussen de bovenzijde en de lichtere onderzijde.
De steppemuis komt voor in de steppen, graslanden en akkers van de laaggelegen gebieden van Oostenrijk, Zuid-Slowakije, Hongarije, Roemenië, Servië, Montenegro, Albanië, Griekenland, Noord-Bulgarije, Moldavië en Zuid-Oekraïne.
In de nazomer legt de steppemuis legt heuvels van aarde aan. Hier worden voornamelijk zaden van naaldaargrassen (Setaria) opgeslagen. Deze opslagplaatsen kunnen wel 700 liter aan zaden, en ander plantaardig materiaal bevatten. In de gangen onder deze heuveltjes kunnen 2 tot wel 20 steppenmuizen overwinteren.